# 우시오에촌
우시오에촌(일본어: 潮江村)은 일본 고치현 도사군에 있던 촌이다. 

## 역사
- 1889년 4월 1일 - 정촌제 시행에 의해 근세이후의 우시오에촌이 단독으로 지자체를 형성하였다.
- 1925년 1월 1일 - 고치시에 편입해 동일 우시오에촌은 폐지되었다.

## 교통

### 철도
- 도산전기철도 (현 도사덴 교통)
  - 산바시선

현재는 구촌 지역에 산바시도리1초메 정류장, 산바시도리3초메 정류장이 있지만, 당시에는 미개업 상태였다. 

## 참고 문헌
- 角川日本地名大辞典編纂委員会,『角川日本地名大辞典 39 高知県』1983, 角川書店